# Live house

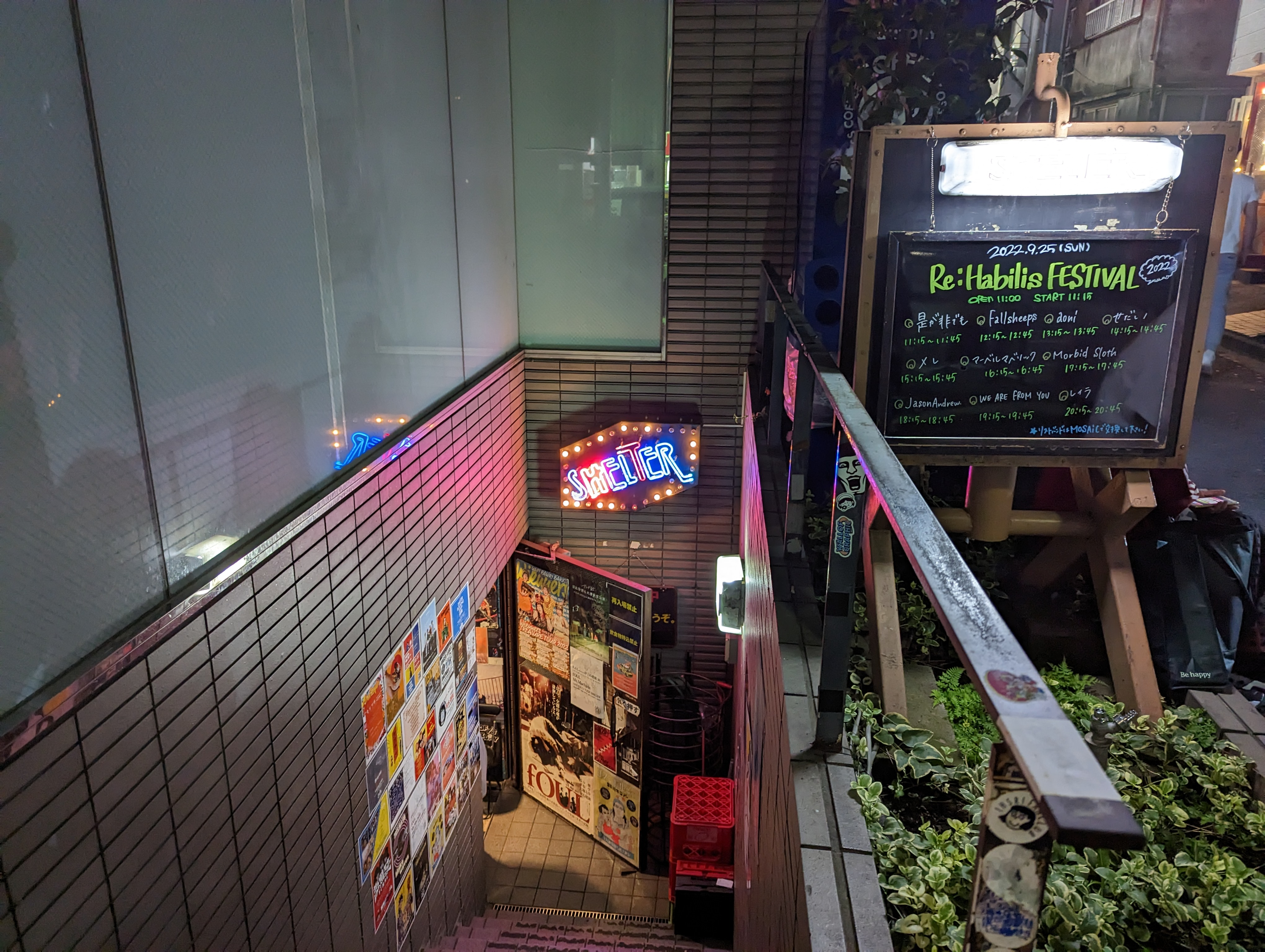
日本動畫《孤獨搖滾！》因在作品中還原了日本下北澤的知名live house「下北澤SHELTER」，引發愛好者前往該live house聖地巡禮。

live house（日语： raibu hausu）為和製英語，指以現場演奏為主的小型音樂表演場所。該詞主要在東亞地區使用。有的live house會同時經營酒吧或提供其他夜生活娛樂，因此某些設有舞臺或舞池的餐廳或咖啡廳也有可能被稱為live house。live house主要演出搖滾、爵士、民謠等音樂風格。
第一家真正意義上的live house為於1973年在日本京都成立的「COFFEE HOUSE拾得」，而臺灣、中國大陸、香港的live house也在2000年前後陸續成長起來。live house常設置於經濟繁榮、文化氣息濃厚之大都市及藝術創意區。此類場館以樸實、粗獷甚至帶有工業風格的裝潢為特徵，內部通常劃分為調音臺、卡座、舞臺、觀眾池與酒吧櫃檯，並強調觀眾與表演者間之近距離互動。live house通常不設固定座位，可容納數十到數千名觀眾，觀眾必須站立著欣賞整場表演。live house的主要客群為追求線上線下結合真實體驗之青年。隨著獨立樂團及地下音樂文化興起，live house除展現本地音樂特色外，亦面臨大型演唱會及音樂節競爭與市場經營挑戰。

## 歷史
「live house」屬於和製英語，為的縮寫，意為表演現場音樂（live music）的場地（house）。live house起源於1970年代初期，正值日本獨立音樂蓬勃發展之際，live house作為反叛樂團的地下表演場地應運而生。當時，其形式類似於搖滾酒吧，晚餐時段伴隨着現場音樂演出；至1970年代末期，場內座位被移除，演變為現今的形式。此外，1978年live house「S-Ken Studio」的開業催生了龐克搖滾運動「東京Rockers」，進一步推動了live house的發展。到了1980年代，日本搖滾音樂界經歷了所謂的「樂團熱潮」階段，許多業餘及獨立音樂人先在小型live house初次登台，隨後便獲得大型唱片公司的青睞。live house因而逐漸淪為音樂人職業生涯的踏腳石，場館也變成音樂產業循環的一部分，這與其獨立音樂的初衷相去甚遠。
新宿LOFT為東京較早成立的live house之一，該場館於1971年以爵士咖啡廳形式開業；另一家為「新宿RUIDO」，創立於1972年。於1973年在京都成立的live house「COFFEE HOUSE拾得」則為第一家真正意義上的live house，該場館由舊清酒倉庫改造而成，其主要收入來源不再是酒水，而是演出門票，只有在演出期間才營業。
台灣、南韓、中國大陸的大城市亦陸續出現類似的場館，且許多地方均以「live house」稱之。截至2009年，日本已有1,000家live house，其中僅東京就約有300家；香港截至2017年有近20家live house；截至2022年，臺灣共有37家live house，中國大陸共有100餘家live house。一般而言，每間live house每週至少安排三場演出，隨著小眾樂團不斷湧現與獨立音樂人氣日益高漲，演出場次也呈現增長趨勢，部分熱門場館甚至每日都排滿節目。日本live house全年平均演出500–600場，而中國大陸年平均演出僅為100場，頭部幾家live house能達到150–200場，而中小城市則低於100場。live往往在晚間進行，但有的live house也開始在下午和午夜開展演出。雖然在周中開展演出的live house較少，也有live house開始嘗試增加周中的場次。
由於期間實施的各項限制措施，日本許多live house的經營受到嚴重衝擊，不少場館被迫關閉；部分live house嘗試籌辦眾籌計畫以求生存。在中國大陸，觀眾因為演唱會、音樂節的叫停而湧入live house，讓原先小眾的live house藉著疫情走向大眾。

### 臺灣

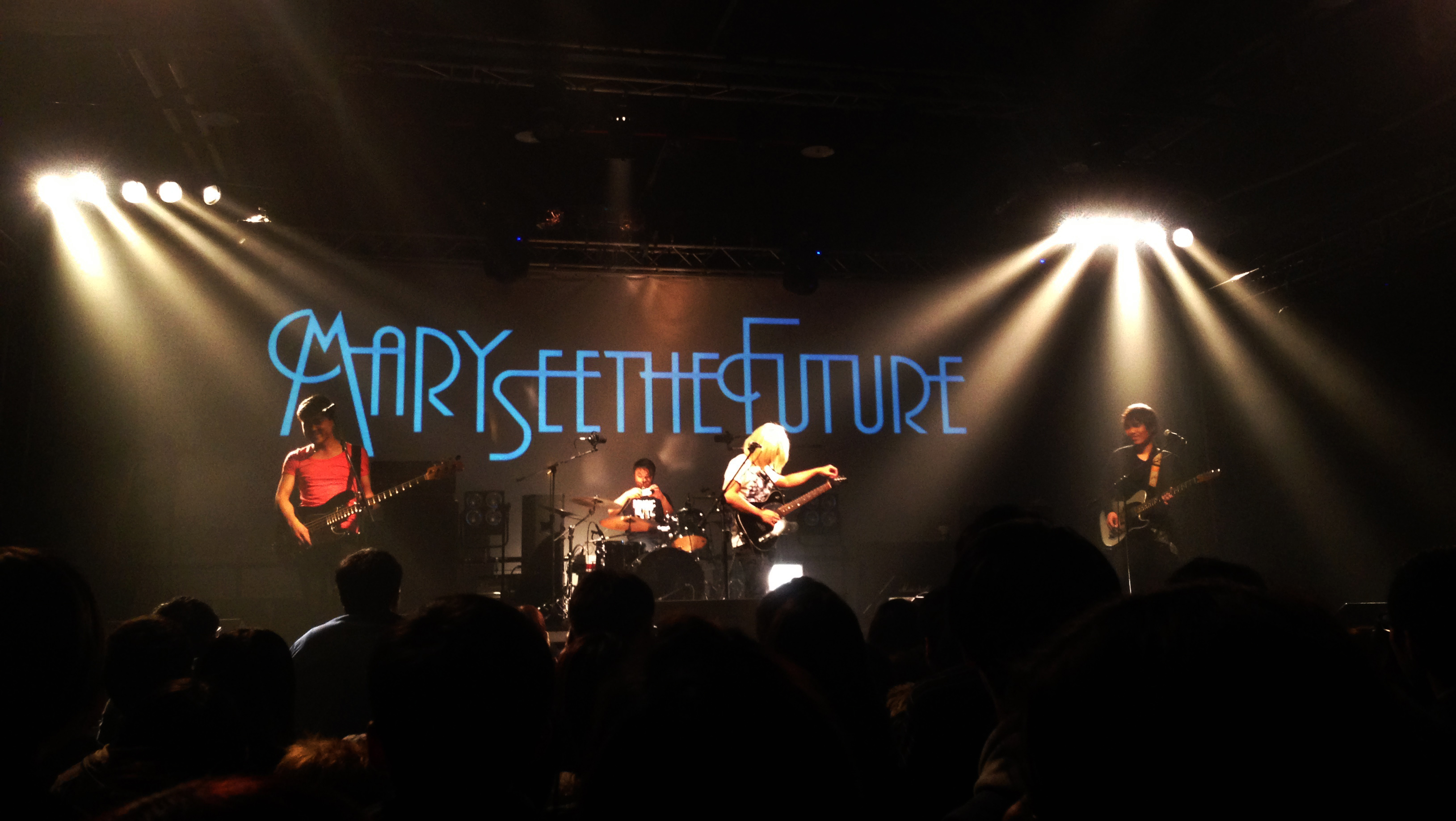
2014年台灣Legacy Taipei內的樂團表演

在台灣，live house發源自臺北的搖滾音樂酒吧。早期音樂酒吧中，樂團表演僅為點綴。後來因1990年代樂團文化興起，音樂酒吧成為活躍樂團的演出場地，數量也逐漸增加，包括「Live Agogo」、「Wooden Top」、「人·狗·螞蟻」、「Scum」、「Boogie」等。這些音樂酒吧本來以翻唱西洋搖滾曲目為主，後因「Scum」帶頭規定必須唱原創歌曲，引發華語音樂的創作風潮。因為音樂酒吧常被歸類為八大特種行業之一的「視聽娛樂業」，受到政府嚴格管制，如選址、營業範圍等皆受限。為避人耳目，亦為強調音樂主體性，這些音樂酒吧逐漸改稱為「live house」。相比於傳統音樂酒吧，live house也安排週末下午時段或是低價的演出以吸引大學生和未成年客群。
2000年起隨著樂團文化的流行，live house也走入大眾視野。此時發展起來的live house有「女巫店」、「地下社會」、「The Wall」、「Roxy Vibe」、「圈圈叉叉」以及「聖界Live House」等。2010年，臺灣經濟部商業司新增「音樂展演空間業」營業項目，live house不再歸類為八大行業之一；但因為缺乏配套措施，實際上live house仍常被政府單位認定為酒店、KTV等特種行業。2011年台中傑克丹尼夜店火災事件引發八大行業整頓潮，多家live house遭到政府的頻繁稽查、被開罰單，包括「地下社會」在內的部分live house因無力承受罰單而不得不歇業，也有live house遭政府勒令停業。此舉引發五月天、1976、拷秋勤、小應等音樂人的聲援和抗議。在live house業者不堪重負的同時，政府上下單位卻在「支持live house生存」的具體舉措上互相推諉、踢皮球，最終「地下社會」在幾次歇業和恢復營業後宣佈放棄營業。

### 中國大陸

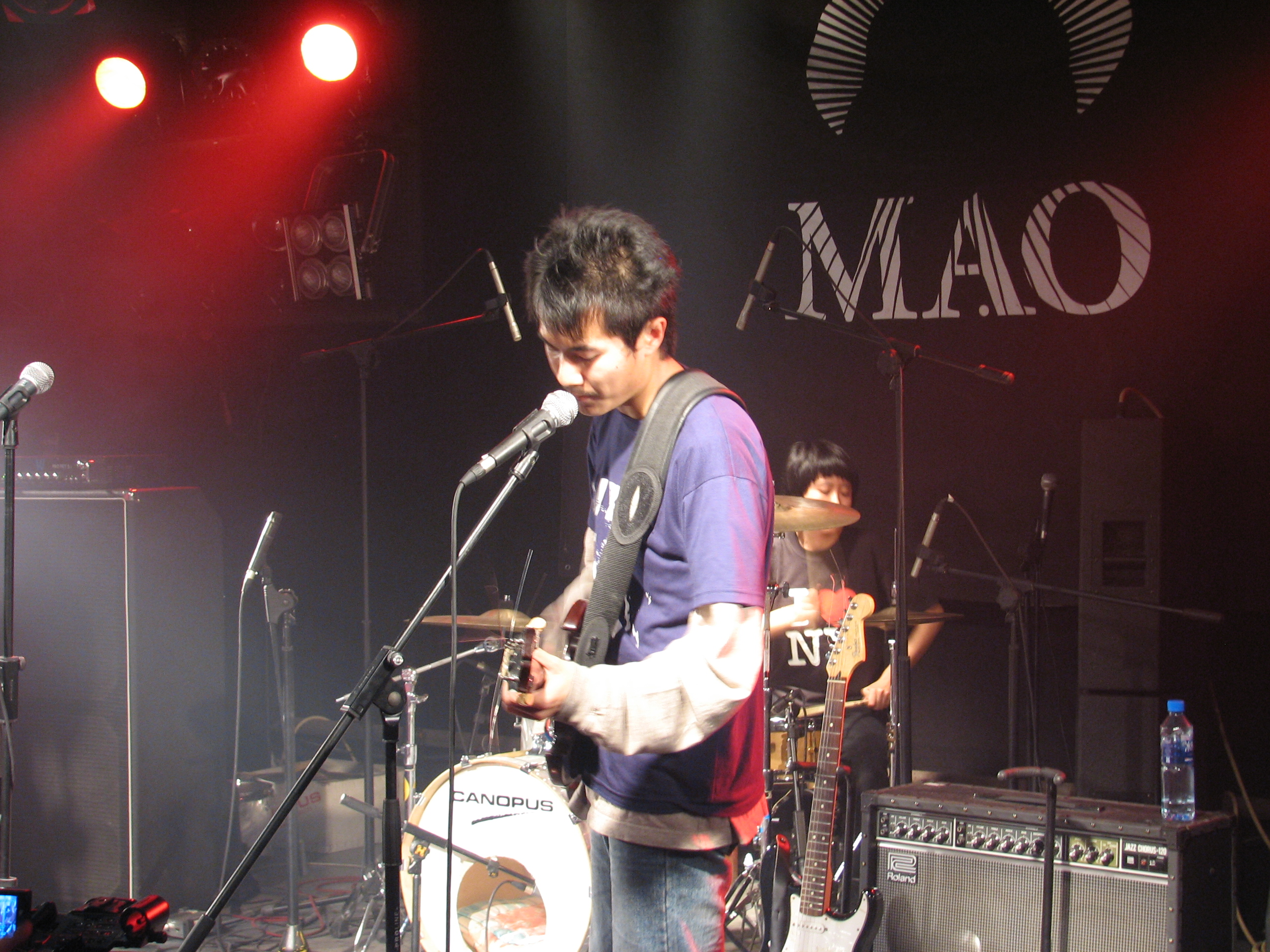
2007年Carsick Cars樂團在MAO live house表演

20世紀八九十年代，搖滾音樂在中國大陸逐漸興起。最早的被認為具備live house性質的搖滾樂表演場所為北京崇文门的法国餐廳「马克西姆餐厅」，但當時並未稱之為「live house」，而是稱為「趴儿」（party）。1990年代開始，全國各地出現了許多音乐酒吧。成都的「小酒馆」也在1997年創立。2001年，朱寅從日本引進「live house」的演藝理念，与日本彩虹乐队在上海新天地共同创办了全國首家以「live house」命名的音樂表演場所——「ARK LIVE HOUSE」。「ARK LIVE HOUSE」位於名為「今潮8弄」的石庫門老建築群中，為樂團表演提供了不同於音樂酒吧的舞臺和演出環境。2003年左右，北京的部分酒吧也開始轉型為正式的表演場所。2007年，李赤創立「MAO」。「MAO」演出一般在晚上8:30-9:00開始，創意地採用在手背上蓋戳的方式檢票，這樣的檢票方式成為了許多中國live house的習俗。之後，全國各地陸續成立的live house有：上海的「育音堂」、雲南昆明的「昆明PRO live house」、江蘇南京的「61house」、陝西西安的「光圈CLUB」、甘肅蘭州的「葵live house」、浙江杭州的「大麦·66 live house」。「MAO」則成為中國首家連鎖經營的live house，在北京、上海、杭州、重慶、廣州、成都、長沙、蘇州都有分店。2010年以前，欣賞live house演出的觀眾往往為地下搖滾音樂的愛好者，而2010年以後更大的演出場地如淺水灣文化藝術中心的落成，讓「獨立音樂」成為新的流行語，更多海外樂團也來到上海等地演出。2017年綜藝節目《中国有嘻哈》、2019年綜藝節目《乐队的夏天》的爆火，也帶動了live house的流行。2018年，首届LIVE POWER AWARDS頒獎典禮在北京舉辦，全國共55家live house聯合評選最佳獨立音樂人。
據中國傳媒大學《中国音乐产业发展总报告》，2019年live house演出票房收入為3.75億元，到2021年live house票房收入已達10.02億元，成為「夜經濟」的引領者。到2022年，熱門live house的現場票價已達499元、VIP票價達669元，甚至在黃牛手中達到了相當於一線歌手演唱會內場的千元價位，相比2015年上漲5倍。雖然票價急劇上升，但仍有超過50%的live house未進入盈利狀態，運營成本過高、疫情環境下審批難度大皆阻礙了live house的盈利。對於中小偏遠城市的live house來說，演出內容匱乏、城市文化消費力不足也使得live house生存艱難。因此，中國近八成的live house採用多元的經營模式，通過承接攝影棚、節目錄制、會議，甚至轉型為餐飲業以維持盈利。

### 香港、澳門

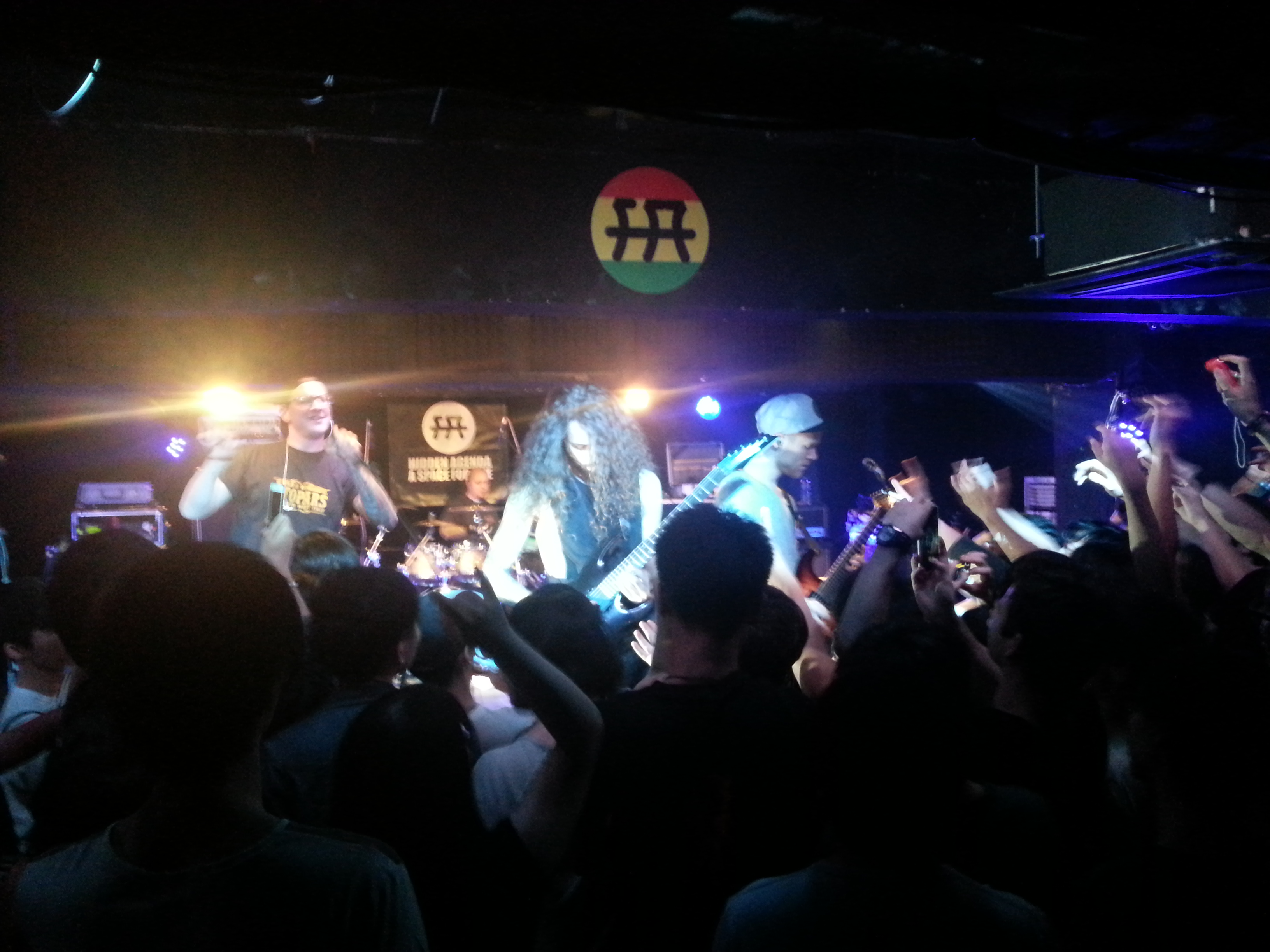
2015年Hidden Agenda內的音樂表演

香港、澳門的live house文化起源於2000年以後，大多在工業建築內設立。2008年Backstage Live Restaurant於香港中環威靈頓街開業，2015年8月因租金上漲3成負擔不起而停業。成立於2008年的「現場音樂協會」（LIVE Music Association）為澳門主要的live house，2014年遷址到美副將大馬路新美工業大廈內，吸引了本地和國外的音樂表演者。「Hidden Agenda」原為香港樂器品牌，2009年起開始運營live house，選址於觀塘區的工廈大樓裡，被《Time Out香港》評為香港最佳演出場地。但2010年Hidden Agenda因工廈場地被回收，被迫歇業遷址；2011年又因無牌賣酒、違規營業等指控，再次歇業；此後Hidden Agenda又經歷4次搬遷及重新開業，2018年更名為「This Town Needs」，在觀塘區油塘Ocean One 1樓開業，後於2020年2月正式停業。香港首個以live house自稱的音樂演出場地「Music Zone」於2012年7月28日開業，於2024年4月1日停業。live house兼西餐廳「Lost Stars」在2018年於香港大角咀利奧坊地鋪成立，是香港少數有公眾娛樂場所牌照的live house，於2024年4月27日結業。
香港live house面臨的困境包括持續升高的租金，苛刻的區域規劃、衛生和消防安全規定等。此外，工業建築內想要申請公共娛樂場所牌照，需要購買高昂的豁免書，為此每年須支付12.8萬至19.2萬美元。據香港地政總署的聲明稱，工業建築的火災風險相較其他類型建築更高，故此舉是為勸阻「在工業建築內組織公共活動」。但工業建築的租金也已節節攀升，商業建築的租金更是高攀不起。因此，Twisterella樂隊吉他手黑尼斯·張表示，live house「通常在會兩年後關閉」；香港的監管規定「在扼殺整個現場音樂表演」。

## 特點

### 選址

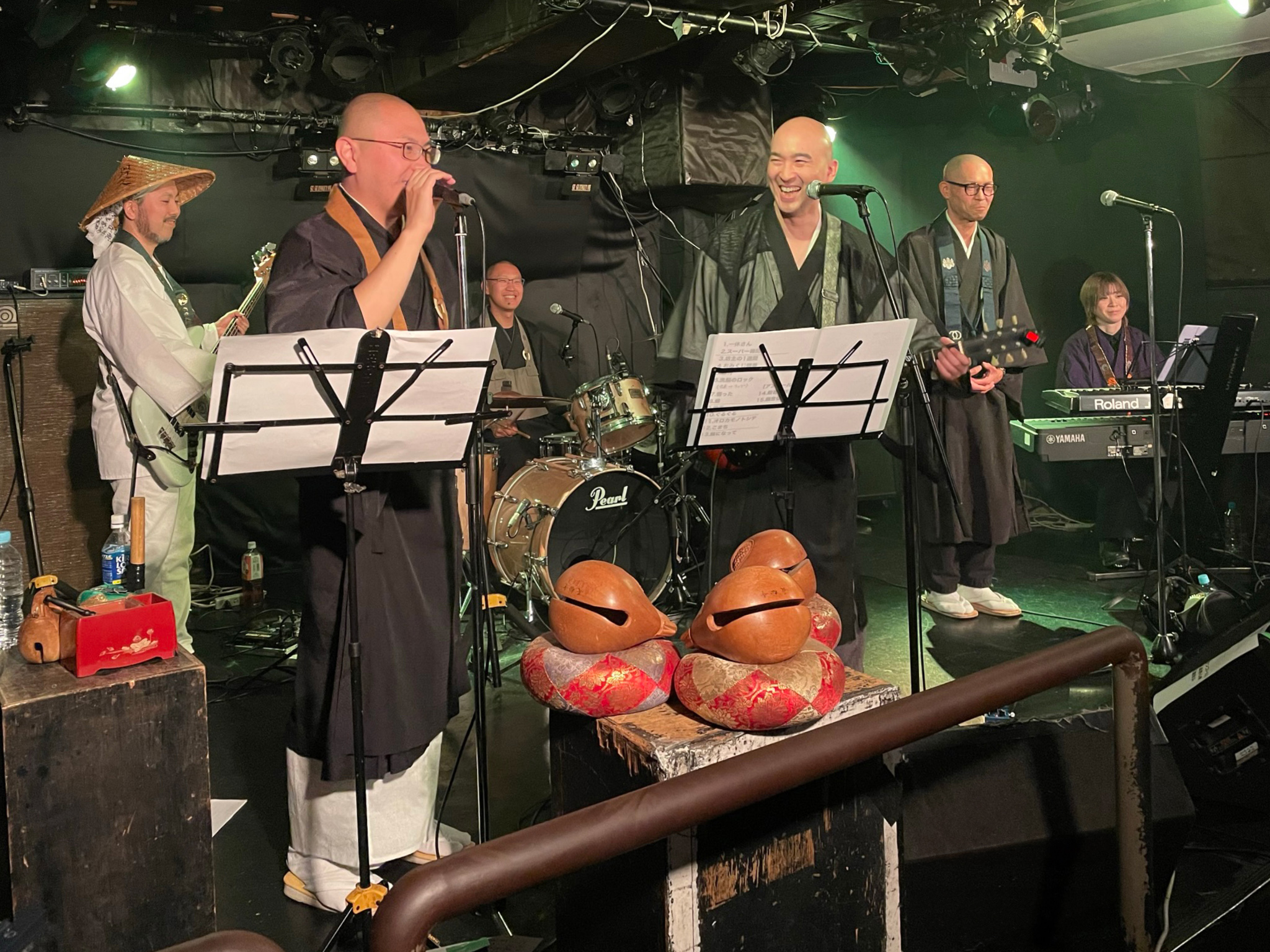
2023年「坊主樂團」在東京四谷OUTBREAK!內演出

live house多數選址於經濟蓬勃、思潮開放的大都市，特別位於經濟與文化的樞紐地帶，這些區域擁有眾多潛在消費群、完善的交通網絡與成熟的人力資源，如北京的五棵松、成都的寬窄巷子。此外，也有部分live house坐落於藝術與人文氣息濃厚的創意街區、產業園區、夜生活熱點、購物中心或獨具特色的旅遊景區附近，如北京天橋藝術中心的「疆進酒·OMNI SPACE」、成都紅倉·完美文創公園的「CH8冇獨空間」、深圳華僑城創意產業園的「BIO LIVE」、廣州永慶坊旅遊區的「MAO live house永慶坊店」。這些live house皆處在充滿創意、文藝與時尚氣息的區域，周邊配套設施如景區、商圈及酒吧齊備。另有一些live house選址於展現當地特色的創意園區內。例如，北京的live house「School」隱藏在雍和宮旁一條僅不足700公尺的胡同內，此處聚集了各式創意商店，包括餐館、酒吧、古董店、飾品及工藝品店，承載了美食、娛樂、社交等多種夜生活的功能。「School」僅有一扇小門，其標誌下方標示「學校」二字，門旁還懸掛著數把廢舊吉他。與中國許多其他live house相似，「School」結合了酒吧與表演場地的功能，以平衡收入。因此，「School」的前廳設有一間普通的小酒吧，而另一側的門後則是一個可容納數百人的大廳。當夜幕低垂，「School」隱秘的地理位置、略顯破舊卻個性十足的裝潢以及昏暗的燈光等元素，共同營造出地下搖滾的氛圍。

### 設置

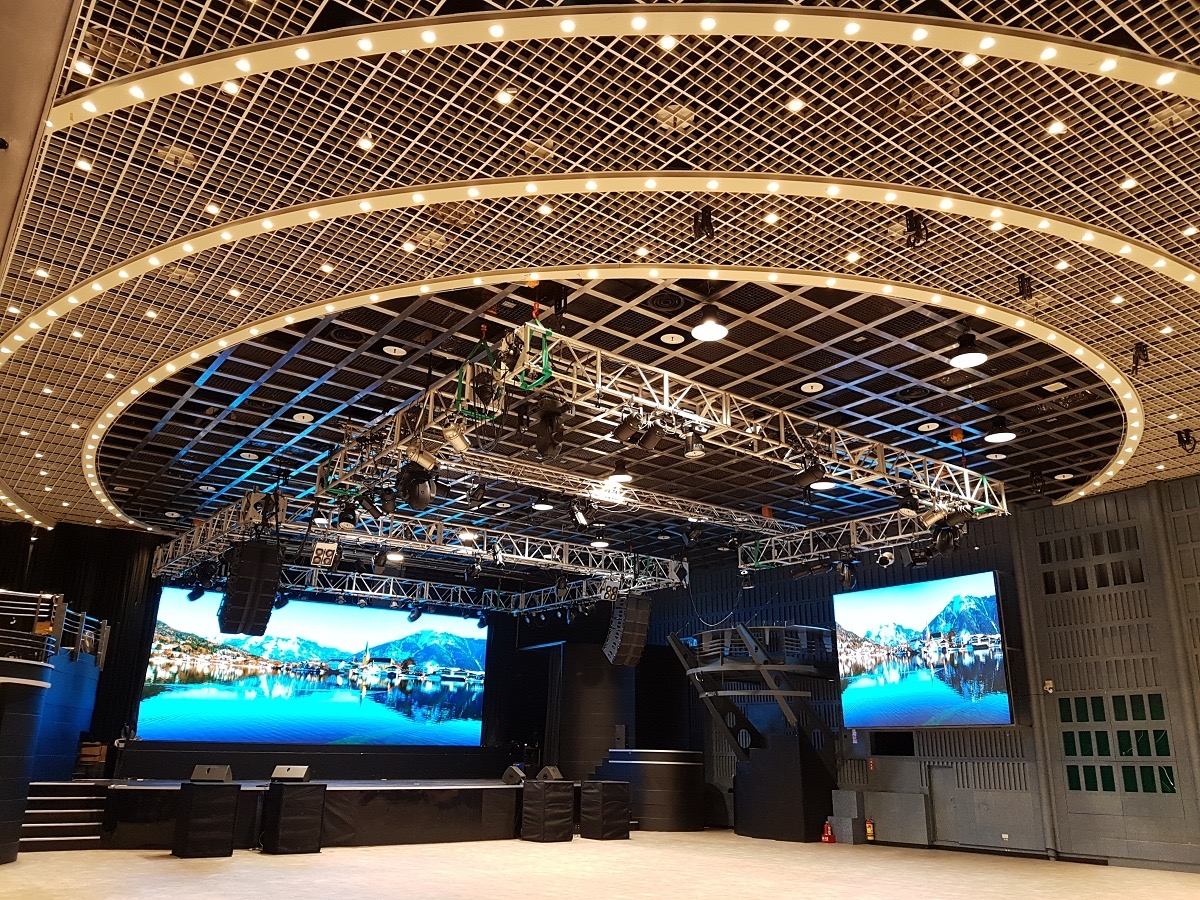
台灣的花漾Hana展演空間LED電視牆

live house內部大致分成調音臺、卡座、舞臺、觀眾池、酒吧櫃檯5塊區域。為了讓觀眾清晰觀看演出而不被遮擋，舞臺一般略高於觀眾池；較大的live house有的則採用階梯式的觀眾池。live house的室內配置（如塗鴉裝潢、燈光音響），以及音樂表演時的對話手勢等，皆彰顯不同的視覺藝術表達，以特立獨行、儀式性的感官體驗和交流氛圍為身處其中的觀眾提供情感價值。live house常以樸實的裝潢與醒目的標誌為特點，雖不追求奢華卻展現出一種粗獷狂野甚至帶有工業風的氛圍。一些規模較大的live house也在視覺元素上逐漸向主流和商業性靠攏，如醒目、時尚的外部裝潢，巨大的標誌，外牆醒目的海報等，標誌着live house從地下轉向地上的努力。考量到觀眾需求，現場必須具備相當專業的設備和完善的設施，例如寬敞的舞台和觀眾區，以及對場地挑高有一定標準，才能展現出優異的音樂表演效果並帶來更佳體驗。許多live house的設備均屬頂尖水準，無論燈光、風格、聲場或舞台美術等，都需由專業人員設計與調試，而這些都為將普通表演場地轉變為live house設下了一定門檻。live house的演出現場往往採取昏暗的照明和環境設計，在這樣的環境中，觀眾的聽覺比視覺更加敏銳，有助於讓觀眾沉浸於樂團的歌曲聲中。
live house的容納人數主要取決於場館規模。有些live house設計得小而親密，另一些則可容納數千人:100。與劇場或體育館舉辦的大型演出相比，live house通常不設固定座位，觀眾必須站立著欣賞整場表演。在較小的場所，例如「School」，由於空間狹小，觀眾池和舞臺的距離相當近，因此觀眾與演出者的心理距離得以拉近，讓臺上臺下互動感更為強烈。而一些較大的雙層live house，如深圳的「A8」，可同時容納約一千名觀眾，其中一樓為站立區，二樓則設有座位。通常，為了能近距離感受喜愛樂團的表演或獲得更佳視覺體驗，多數觀眾會選購一樓的票，並提前到場排隊以確保獲得前排位置。許多樂迷為追求更真實的現場體驗，傾向於站在靠近舞台與表演者的位置，導致現場擁擠在所難免。此外，場館入口通常會設置收物櫃，以便讓觀眾在演出期間存放隨身物品或厚重衣物，不僅確保財物安全，也能減輕觀演時的負擔，使大家能全情投入表演。演出期間，觀眾可自由出入場館，許多人在返回表演現場前會先享用一杯飲品，與身邊的人聊上幾句，再重新融入觀眾群中。在live house現場表演過程中，與透過音響設備放大的音樂迴響相比，觀眾的交談聲顯得微弱，甚至鄰近的兩人也難以進行口語溝通。因此，多數人會選擇以肢體語言進行互動，或採取特定動作回應現場音樂人的指引，進而與周遭觀眾建立非言語的交流。

### 客群與演出
live house的主要客群是20世紀末21世紀初的青年群體。他們已不再滿足於單純的網路聽歌或網路社群互動，而是渴望將線上與線下結合，為那些曾被隱藏的小眾興趣尋得一個真實存在的空間。正因如此，live house逐漸演變成流行趨勢。live house吸引了大量熱衷音樂與社交的年輕人，使其成為青年亞文化的象徵。在演出開始之前，樂迷們便先行在社群中集結，討論音樂，而在live house演出的表演者也往往沒有什麼「偶像包袱」，在演出中和演出前後會與樂迷們對話交流。live house中也逐漸衍生出簡潔通俗的流行表達，如中文的「燥」、「炸」、「嗨」、「穩」等。由於live house多以在地運作，因此演出樂團通常來自附近地區，具備在地聯繫及粉絲群。一般而言，觀眾前來主要是為了支持特定樂團，而非僅因場館氛圍而入場。樂團更換往往會帶來觀眾群的變化:100。
live house的演出時長一般為2個小時左右，演出過程中觀眾往往受音樂律動的影響，情緒和壓力得到極大的釋放，因而在演出結束之後往往會有回到現實的虛無感和回味感。演出開始後，觀眾便會不約而同地向前推進，緊貼在一起，隨著音樂的律動變化而吶喊、搖擺、跳躍。當現場氛圍熱烈、情緒高昂時，觀眾自然會與身邊的朋友互動，例如隨著節奏搖擺、舉手歡呼。在金屬、核及朋克等重型音樂的現場，這種群體行為尤為激烈，像是「pogo」、「mosh」、「跳水」、「開火車」等現象屢見不鮮。這些身體活動讓觀眾得以消解焦慮和緊張感，全身心地投入到輕鬆愜意的音樂環境當中。此外，有的表演者也會在歌曲高潮時刻，預先準備好後跳入觀眾之中，以進一步提升互動與現場氣氛。由於部分大型live house可容納的觀眾數量較多，為了確保現場安全，通常會在舞台與觀演區之間設置約一公尺寬的緩衝區，並由數名工作人員負責維持秩序，將衝向前方的觀眾推回至安全區。不過，有的時候也會出現觀眾失控的現象，比如2022年痛仰乐队「三四五」巡演時有樂迷跳上舞臺後對樂器道具造成了破壞；狹小的live house空間也容易發生其他不良行為，如2023年11月張星特「肆季巡演」live house现场「咸猪手」事件。

## 音樂場景
live house依據所在地域的不同，形成的音樂場景亦具有當地特色。各大都市所形成的文化及圈層因城市而異，故東京與大阪的音樂場景常截然不同。live house的影響力多體現於在地層面，其預約的音樂人多數皆為本地人士。這些音樂人的年齡與背景各異，但往往大多主張「維持創作主控權」，不願為換取更多創作機會而犧牲創意，因而偏好在live house即興演出而非與唱片公司簽約:89。在live house內，演出曲目通常為地下音樂，即不隸屬任何獨立或大廠牌之樂團所演奏的音樂:34。此類音樂風格從重搖滾至emo至皆有囊括，且常帶有強烈實驗性。為支持新型音樂探索，一些場館發展出後來稱為「音響系」的模式，其特點為即興、極簡主義的白噪音音樂。「音響系」打破了live house既定之經營模式，但在對觀眾與表演者要求上較低。
在live house中演出的地下音樂往往具有獨到而鮮明的個人風格和富有感染力的節奏感。硬核說唱、搖滾樂、核音樂等類型，常藉由激昂的節奏引領人們運用音樂的力量擺脫現實生活中的束縛，釋放來自生活與工作的壓力、焦慮與煩惱；相對地，民謠則以柔和的旋律和節奏引發聽眾共鳴，透過替代傾訴的方式幫助樂迷釋放內心的沉悶與哀傷。無論是哪種風格，其共通點在於能透過表演激起共鳴，讓人緩解苦悶、燃起美好期待，進而激勵個人認同與探索自身及社會價值。
在中國大陸，一些live house也舉辦非音樂類文藝表演，如情景喜劇、藝術研討會、脫口秀等。例如河南洛陽的live house「幽沫现场」主打脫口秀和情景喜劇演出；上海的一些live house在週末舉辦「K-pop之夜」勁舞派對，讓觀眾即興上臺表演K-pop舞蹈。另外，一些live house還在萬聖節期間舉行假面派對、恐怖電影觀影會等。

## 經營

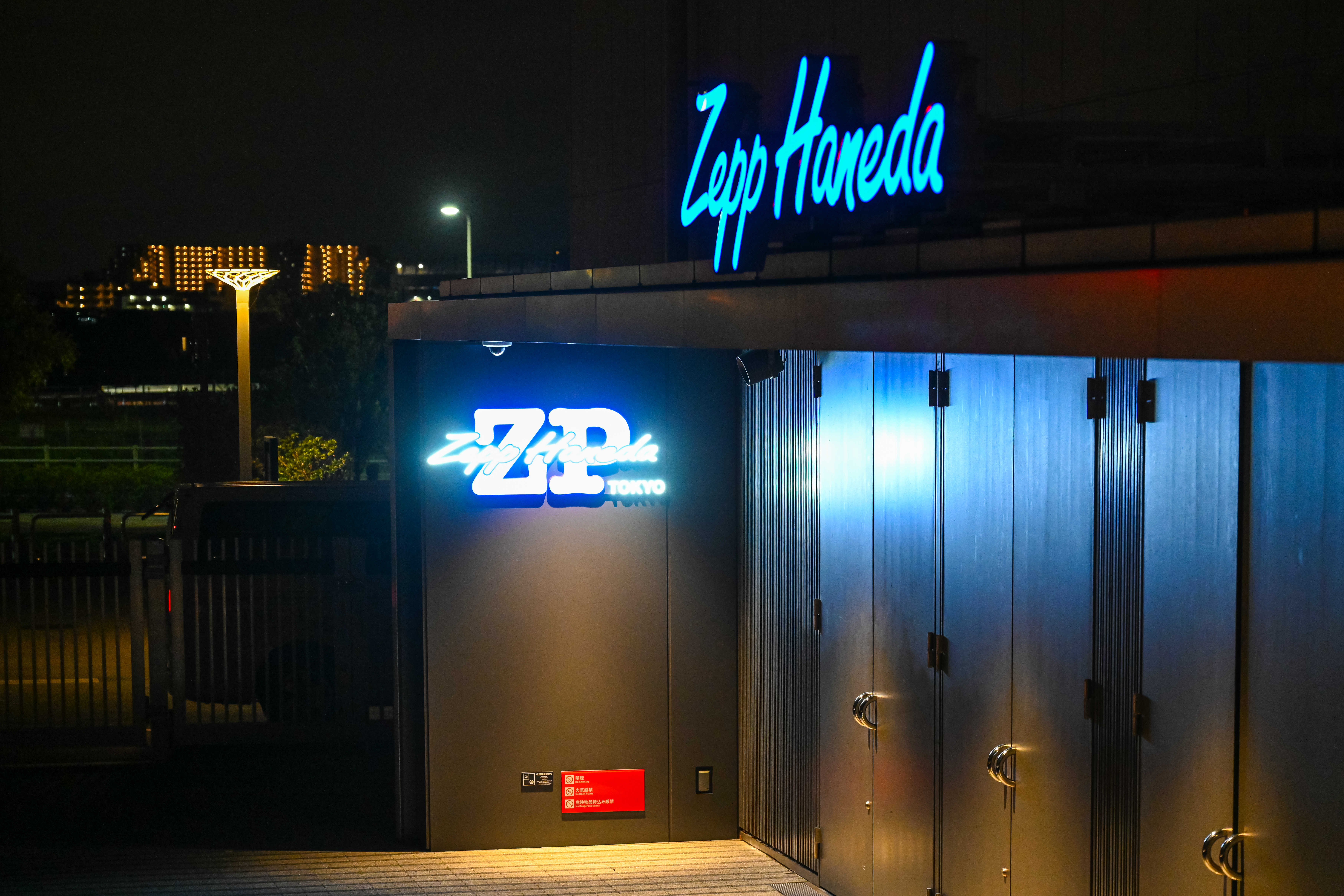
夜間的live house「Zepp Haneda」外景

live house的經營模式多樣，其中在日本較為普遍的為配額制度，又稱「norma」。在此制度中，live house要求演出樂團售出預定數量的票券以彌補成本。若票券銷售不足，演出樂團將自負其餘費用，場館本身不承擔任何支出；小型在地樂團因此常依賴親友購票，才能勉強達到收支平衡。配額制度並未阻礙live house間的競爭，其常透過事前甄選預定當晚演出樂團即可見一斑。在中國大陸，經營模式主要有「租場合作」和「自營」兩種。「租場合作」指live house與樂團簽約，協商演出時間、地點、場租、票價後，按照合同約定演出及劃分收入；「自營」則指live house作為經紀公司，既負責場地的運營管理，也兼顧藝人的培養包裝。後者雖然需要投入大量的時間和精力，但若經營得不錯，可以獲得更高的收入。此外，亦存在其他經營模式，例如在音樂演出時提供餐飲服務，有的甚至要求所有入場觀眾必須購買一杯飲品。但因為與西方消費文化不同，這些模式也面臨困境：音樂聽眾首要目的仍是享受現場音樂，未必會消費酒精飲品；許多情況下，為了更好體驗音樂，觀眾甚至完全不飲用酒精飲品:100。臺灣的live house則以複合式經營模式為主，多結合音樂教室、酒吧、餐食等附加項目以保障營收。在中國大陸，一些樂團會在演出後銷售自己的周邊產品，如專輯、黑膠唱片、T恤等，有時也會開展籤售環節。也有的live house（如「莱思酷」）改以音樂學校自居，為新樂團提供培訓和指導。
一些演藝公司會派出星探，與透過live house演出成名的樂團簽約；一方面演藝公司省去培養樂團的步驟，另一方面樂團藝人也能藉著商業化獲得更好的發展。經過live house鍛鍊的藝人的現場表演能力更為紮實，也更擅長帶動氣氛和吸引人氣，因而受到演藝公司的青睞。在臺灣，名氣較大的音樂人也往往會在live house中巡演。在中國大陸，不少成名的樂團不願回到小舞臺，少數願意在live house演出的樂團則為多家live house所爭搶。
2010年起政治、商業界嗅到商機，大力投入演唱會、音樂節等文藝活動，而live house這樣的小型音樂表演對民眾的吸引力逐漸減弱，關注度和票房都受到衝擊。中國2023年全年大型演唱會、音樂節共121場，票房佔全國音樂市場總量達27%；在臺灣，2019年時節慶表演已佔全年音樂表演的2/3。在擠壓live house生存空間的同時，音樂人與觀眾的情感連結也受到影響：觀眾不再樂衷於與樂手互動，而是如電影散場般，在表演結束後即解散。《北京商報》表示，因音樂節和演唱會在疫情期間停擺之故，疫情後樂迷們更傾向於「走出去」，參加戶外音樂活動；另外，交通與住宿成本的上升、live house租金上漲也使得樂團巡演支出增加，樂迷的消費力也受經濟影響而降低，live house的經營面臨較大挑戰。live house「疆进酒」的主理人左野稱，雖然《乐队的夏天》等綜藝節目在一定程度上能讓原本較少接觸搖滾和獨立原創音樂的觀眾逐漸接受、甚至愛上live house的現場演出，但這種影響主要集中在知名樂團身上。